# ارمانو دوناتی
ارمانو دوناتی (ایتالیایی: Ermanno Donati؛ ‏ ۳ مارس ۱۹۲۰ – ۹ ژوئیهٔ ۱۹۷۹) تهیه‌کننده فیلم اهل ایتالیا بود.
از فیلم‌هایی که وی در آن‌ها نقش داشته‌است، می‌توان به سامسون در معادن شاه سلیمان، آن‌سوی تاریکی، سالن کیتی، مارکو پولو، شبح، مردان خشن و همینی‌ام که هستم اشاره نمود.